# Bolinleden

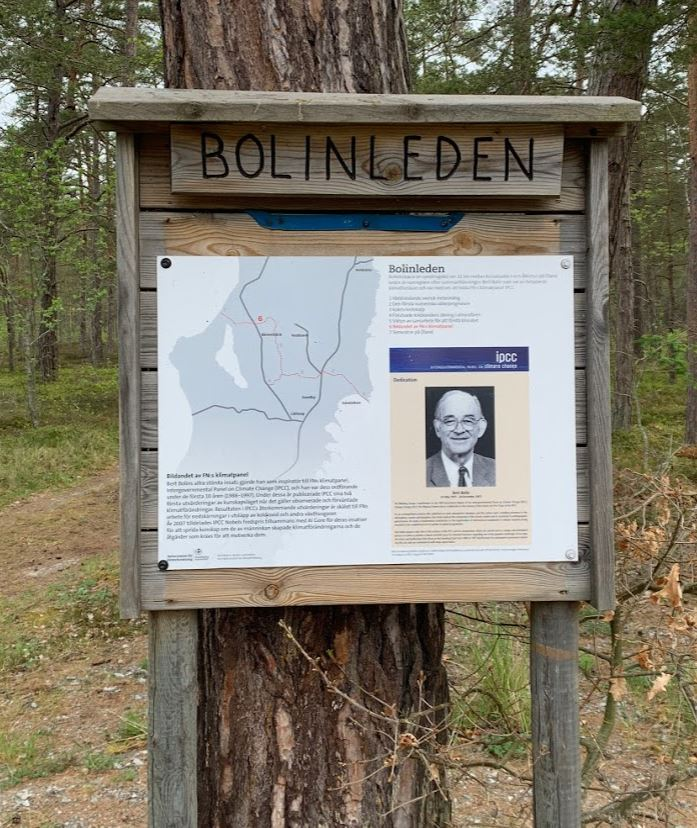
Informationsskylt för Bolinleden

Bolinleden är en skyltad vandringsled som sammanbinder Ålkistan och Kesnäs på norra Öland. Den är uppkallad efter Bert Bolin, professor i meteorologi och en av grundarna av FN:s klimatpanel, som hade sitt fritidshus vid Kesnäs.

## Sträckning
Leden i sig har funnits länge och nyttjats för att komma från östra till västra sidan av ön. En stor del av Bolinleden går på bilväg, men sträckorna Skogsby-Vedby borg samt Skogsby-Byrumsvägen kan endast vandras eller möjligtvis cyklas. Dessa sträckor är av enklare terrängkaraktär och periodvis övervuxna med högt gräs. Förutom Vedby borg passerar leden även en fornlämning strax söder därom.
Längden på leden är elva kilometer. Underhåll, såsom röjning av nedblåsta träd och grenar, utförs av en ideell förening, Bolinledens vänner.  

## Informationsskyltar
På flera olika platser längs leden finns informationsskyltar om klimatforskning och Bolins gärning skapade av Bolincentret för klimatforskning vid Stockholms universitet. Skyltarna har följande rubriker: 
1. Världsledande svensk meteorolog
2. Den första numeriska väderprognosen
3. Kolets kretslopp
4. Förutsade koldioxidens ökning i atmosfären
5. Vikten av samarbete för att förstå klimatet
6. Bildandet av FN:s klimatpanel
7. Semestrar på Öland

## Historik
Arbetet med leden påbörjades 2013 med introduktionstal av meteorologen Pererik Åberg. Invigningen skedde sedan 2015 med meteorologen Pia Hultgren som talare.